# زردچوبه
زَردچوبه یا زَرچوبه یا زَرده‌چال (نام علمی: Curcuma longa) نوعی گیاه و ادویه‌ای است که از آن گیاه تهیه می‌شود. زردچوبه یک گیاه گل‌دار از راستهٔ زنجبیل‌سانان و تیره زنجبیلیان است.
پودر زردچوبه به رنگ زرد تیره و گاهی روشن است که یکی از پرکاربردترین ادویه‌ها به‌شمار می‌رود. رویشگاه اصلی این گیاه هند است و قسمت اصلی ادویه معروف کاری را تشکیل می‌دهد.
این گیاه یکی از قوی‌ترین آنتی‌اکسیدان‌ها است و باعث کاهش التهاب در بدن، ترمیم پوست و بهبود حواس شناختی (حافظه) می‌شود. زردچوبه به دلیل غنی بودن از ترکیبی شیمیایی به‌نام کورکومین باعث بهبود مقاومت به انسولین در بیماران دیابتی، خنثی شدن انسولین اضافی خون و در نتیجه جلوگیری از خستگی ناشی از کاهش گلوکز خون و کاهش اشتها و وزن می‌شود.

## مشخصات گیاه

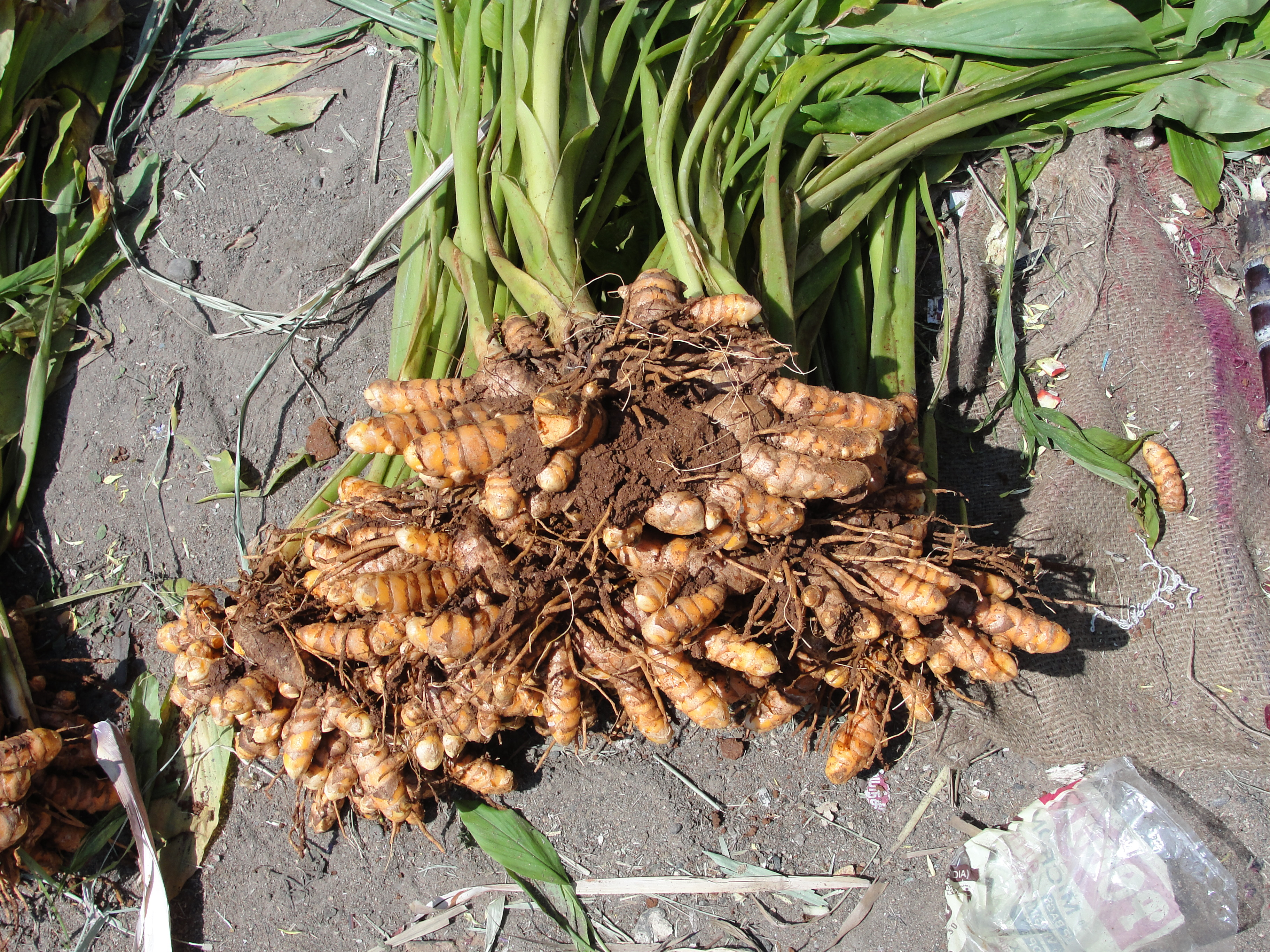
بوته‌های زردچوبه پس از خارج‌شدن از خاک

گیاهی است چندساله که در هند و کشورهای جنوب آسیا به‌بار می‌آید و دمای حدود ۲۰–۳۰ درجه سانتیگراد و محیط مرطوب بارانی نیاز دارد. زردچوبه گیاهی است علفی، پایا و دارای ریزوم‌هایی که از آن ساقه هوایی به ارتفاع یک تا یک و نیم متر خارج می‌شود. برگ‌های این گیاه در قاعده ساقه، تقریباً غلاف دارد و در بالای ساقه، بدون غلاف هستند. ساقه گل‌دار از بین برگ‌ها خارج‌شده و به رنگ سبز مایل به زرد یا زرد است. قسمت مورد استفاده، ریزوم‌ها است که کشت‌کاران پس از کندن و بیرون آوردن آن از زمین، ریشه‌های فرعی را جدا کرده و پس از شست‌وشوی در آفتاب خشک کرده سپس به مصرف می‌رسانند. ساقه‌های زیرزمینی گوشتی گیاه یا ریزوم جمع‌آوری‌شده و پس از جوشاندن در آب و سپس خشک‌کردن، آسیاب‌شده و پودر زرد مایل به نارنجی تهیه می‌شود. زردچوبه عمده‌ترین ادویه مورد مصرف در غذاهای آسیایی است. در جنوب و جنوب شرقی آسیا این گیاه به‌صورت خودرو در جنگل‌ها وجود دارد. زردچوبه در ایران نمی‌روید و از اقلام وارداتی است.

## موارد مصرف
ریشهٔ خشک‌شده و آسیاب‌شده آن به تنهایی یا مخلوط با دیگر ادویه‌ها در ایران، پاکستان و هند مصرف زیادی دارد. از برگ‌های آن در بعضی مناطق آسیا به‌صورت دُلمه نیز استفاده می‌کنند. هرچند زردچوبه به‌عنوان طعم‌دهنده از مواد اصلی ادویه‌ها است، اما از آن به‌عنوان رنگ غذایی نیز در پاره‌ای از مناطق استفاده می‌کنند.
کورکومین، مادهٔ شیمیایی زرد روشن تولید‌شده توسط گیاه زردچوبه، به‌عنوان یک افزودنی غذایی توسط سازمان بهداشت جهانی، پارلمان اروپا و سازمان غذا و داروی ایالات متحده تأیید‌شده‌است.

## ترکیب شیمیایی

فرم کتونی کورکومین، مادهٔ اصلی زردچوبه

ترکیب شیمیایی زردچوبه شامل ۵ درصد اسانس و ۵ درصد ماده اصلی زردچوبه، پلی‌فنلی به‌نام کورکومین است. در زردچوبه مواد مغذی زیادی وجود دارد که تأثیرات خوبی بر سلامت انسان دارد. از جمله مواد مغذی مهم در زردچوبه ویتامین ث، ویتامین ب۶، آهن و پتاسیم هستند.

## طبع زردچوبه
در طب سنتی، به هر گیاه و ماده غذایی طبعی نسبت داده می‌شود. این طبع به گرمی و سردی، خشکی و تری تقسیم می‌شود و بر اساس آن، مواد غذایی برای درمان بیماری‌ها و حفظ سلامتی تجویز می‌شوند.
طبیعت زرد چوبه در طب سنتی گرم و خشک است. جهت استفاده درمانی و پزشکی می‌توان آن را به‌صورت چای دم کرد و از آن بهره‌مند شد.

## ویژگی‌های درمانی

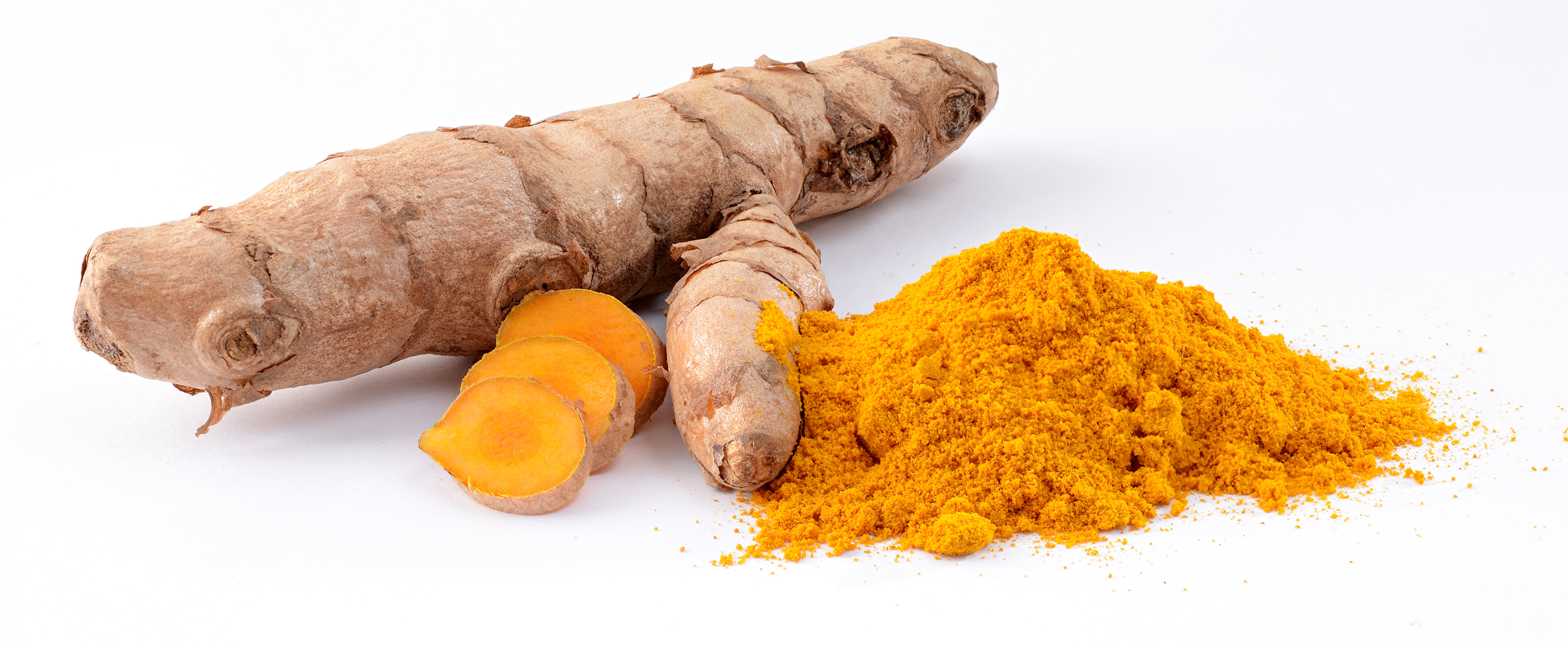

زردچوبه به‌دلیل خصوصیات آنتی‌اکسیدانی قوی خود یکی از موثرترین مواد در جلوگیری از سرطانی‌شدن سلول‌های بدن است. این گیاه همچنین موجب افزایش ترشح انسولین و کاهش قند خون در بیماران دیابتی می‌شود. کارآزمایی‌های بالینی زیادی در ارتباط با فواید مصرف روزمره زردچوبه انجام‌شده‌است. گفته‌شده‌است که زردچوبه ممکن است شدت علائم بیماری آلزایمر را کاهش‌دهد. همچنین ماده مهم و اصلی زردچوبه یعنی کورکومین اثرات ضدالتهابی و ضد-درد شبیه داروهای آرام‌بخش معمولی را دارا است.
اثر ضدالتهابی کورکومین با اثر ضد التهابی داروهای استروئیدی و غیر استروئیدی با فنیل بوتازون قابل مقایسه است. این دارو با مهار سنتز پروستاگلاندین‌های التهابی، اثر ضدالتهاب خود را آشکار می‌سازد. در مطالعه روی موش صحرایی، اثر مهارکنندهٔ ۳ میلی‌گرم کورکومین سدیم به ازای هر کیلوگرم وزن بدن، موجب مهار آنزیم لیپواکسیژناز و سیکلواکسیژناز می‌شود. مطالعات متعددی اثربخشی ماده موثره زردچوبه (کورکومین) در درمان بیماری های التهابی چشم از جمله یووئیت، نوریت اپتیک، التهاب اوربیت و غده اشکی مورد بررسی قرار داده اند. اکثر این مطالعات از مدل های حیوانی استفاده کرده و پژوهش های بالینی کافی در مورد اثرات مذکور وجود ندارد.
با وجود فواید زردچوبه برای سلامت بدن، همچنان هیچ‌گونه شواهد بالینی باکیفیتی وجود ندارد که نشان‌دهد مصرف زردچوبه یا کورکومین برای درمان یک یا چند «بیماری» در انسان مؤثر باشد. شواهد ضعیفی وجود دارد مبنی بر این‌که عصارهٔ زردچوبه ممکن است برای تسکین علائم آرتروز زانو، و همچنین برای کاهش درد و آسیب عضلانی پس از ورزش مفید باشد.

## زردچوبهٔ تقلبی
از آن‌جایی که زردچوبه و سایر ادویه‌ها معمولاً بر حسب وزن و به‌صورت پودری فروخته می‌شوند، این پتانسیل وجود دارد که پودرهای مواد سمی و ارزان‌تر با رنگ مشابه، مانند سرنج («سرب قرمز») به آن اضافه شود. این افزودنی‌ها به‌جای زرد طلایی، رنگ نارنجی مایل به قرمز به زردچوبه می‌دهند و چنین شرایطی باعث شد سازمان غذا و داروی آمریکا از سال ۲۰۱۳ تا ۲۰۱۹ هشدار واردات زردچوبه از منشأ هند و بنگلادش را صادر کند. شناسایی مادهٔ سمی و بسیار مضر سرب در محصولات حاوی زردچوبه منجر به صدور فراخوان و جمع‌آوری این محصولات در سراسر ایالات متحده، کانادا، ژاپن، کره و بریتانیا در سال ۲۰۱۶ شد. کرومات سرب، یک ترکیب شیمیایی دیگر به رنگ زرد روشن، به‌عنوان عامل تقلبی زردچوبه در بنگلادش یافت‌شده و سطح آلودگی آن تا ۵۰۰ برابر بیشتر از حد مجاز بود. در این رابطه پژوهشگران، زنجیره‌ای از افراد را شناسایی کردند که زردچوبهٔ تقلبی را با کرومات سرب تهیه می‌کردند که شامل کشاورزان، بازرگانان و عمده‌فروش‌ها بود.
یکی دیگر از مواد تقلبی رایج در زردچوبه، زرد متانیل (که با عنوان «زرد اسیدی ۳۶» نیز شناخته می‌شود)، توسط آژانس استانداردهای غذایی بریتانیا به‌عنوان رنگ غیرقانونی برای استفاده در غذاها در نظر گرفته می‌شود.
در ایران نیز مواردی از تهیهٔ پودر زردچوبهٔ تقلبی و سایر ادویه‌جات از موادی همچون آرد، نان خشک و فاسد، پوست پسته، کاه و مواد شیمیایی، گزارش شده‌است.

## نگارخانه

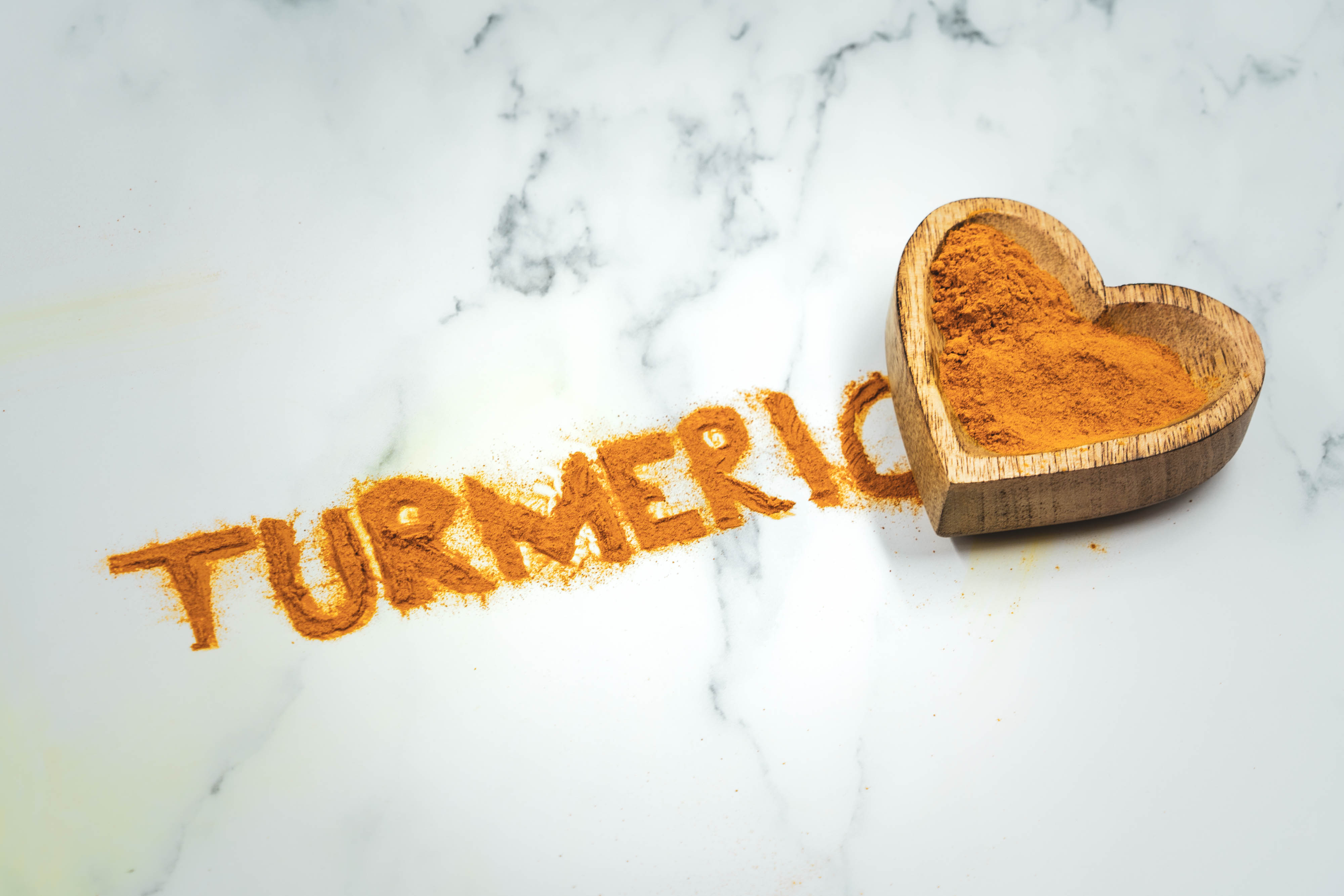
پودر زردچوبه
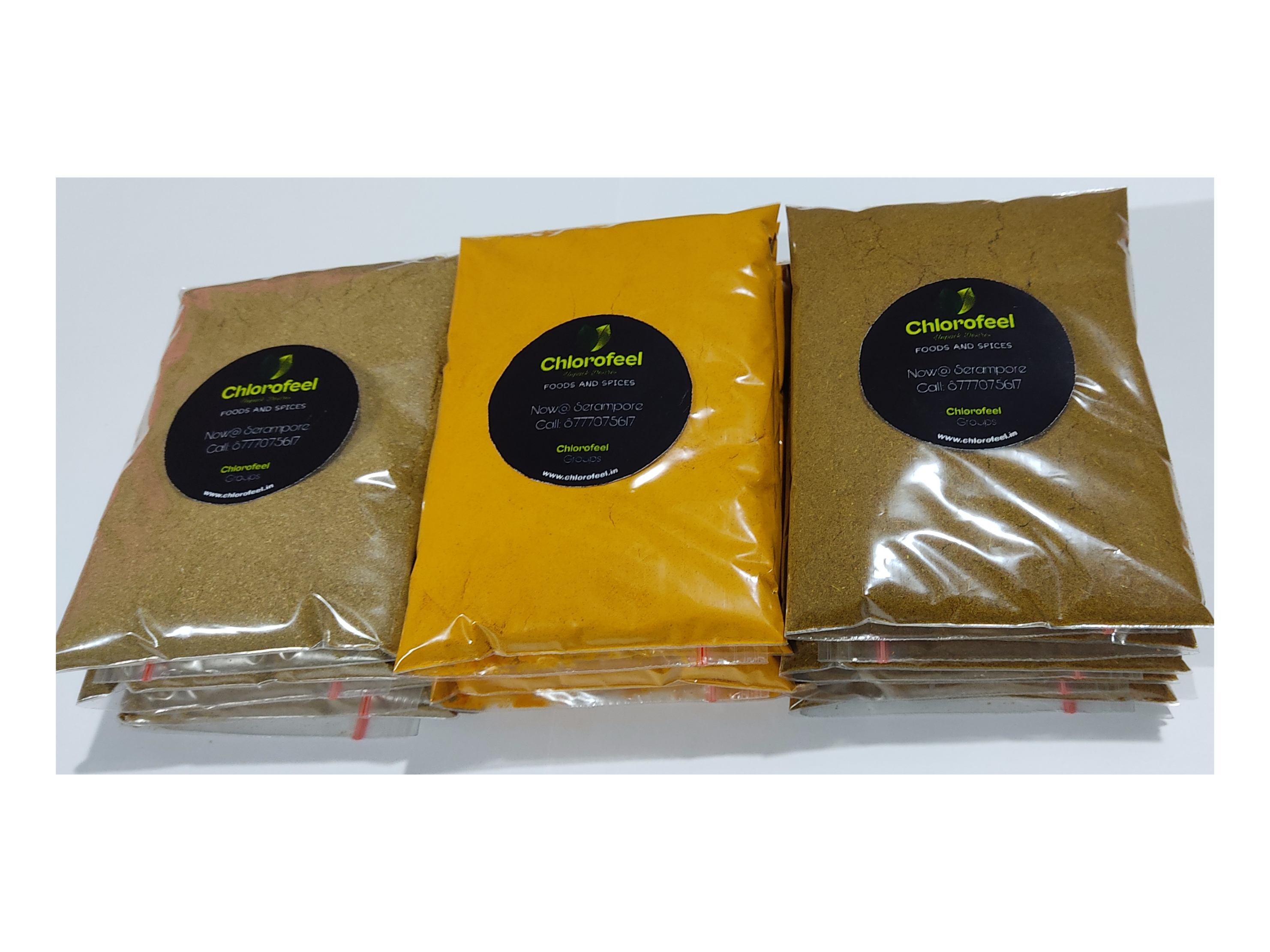
زردچوبه بسته‌بندی شده
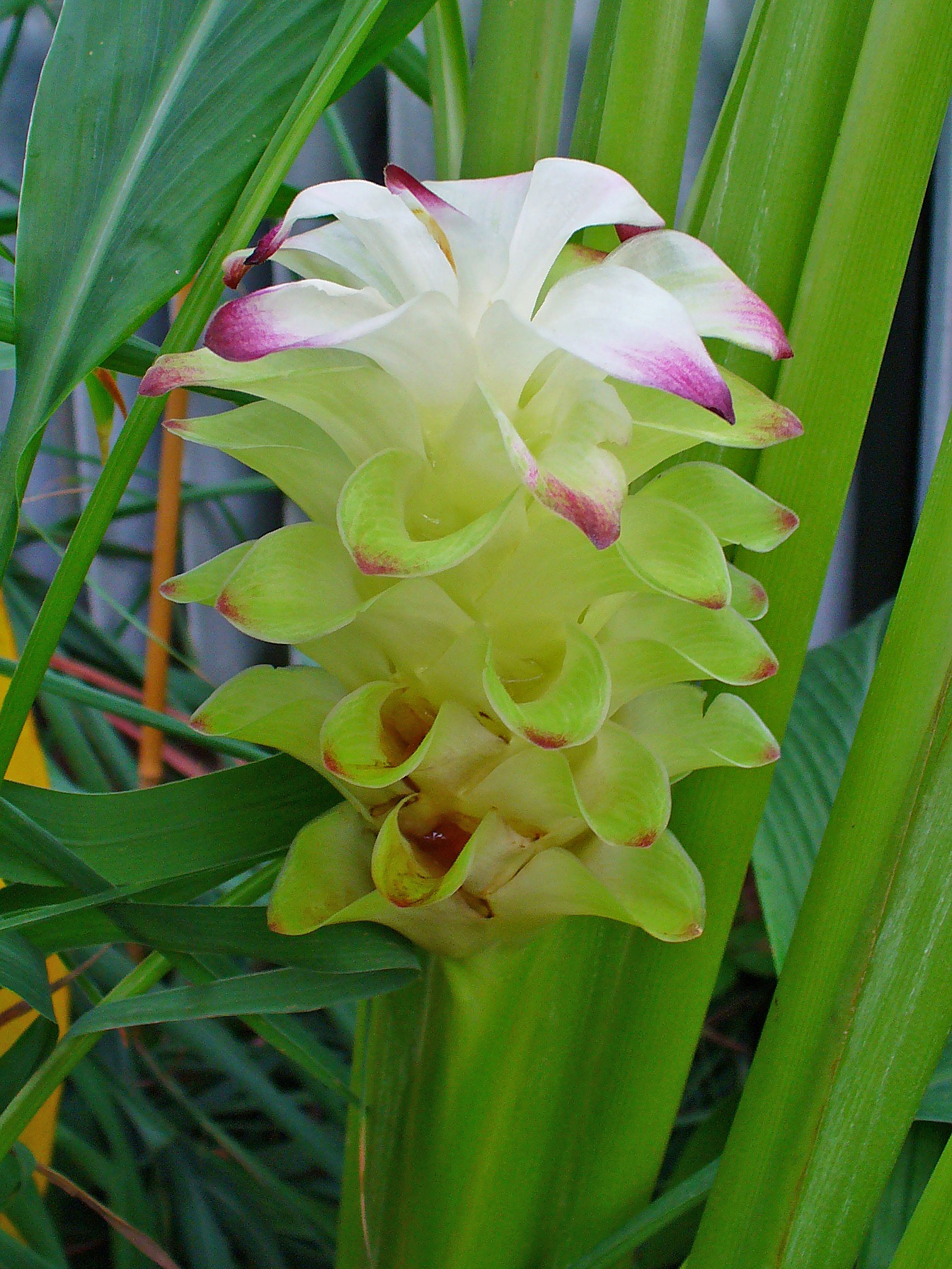
گل گیاه زردچوبه
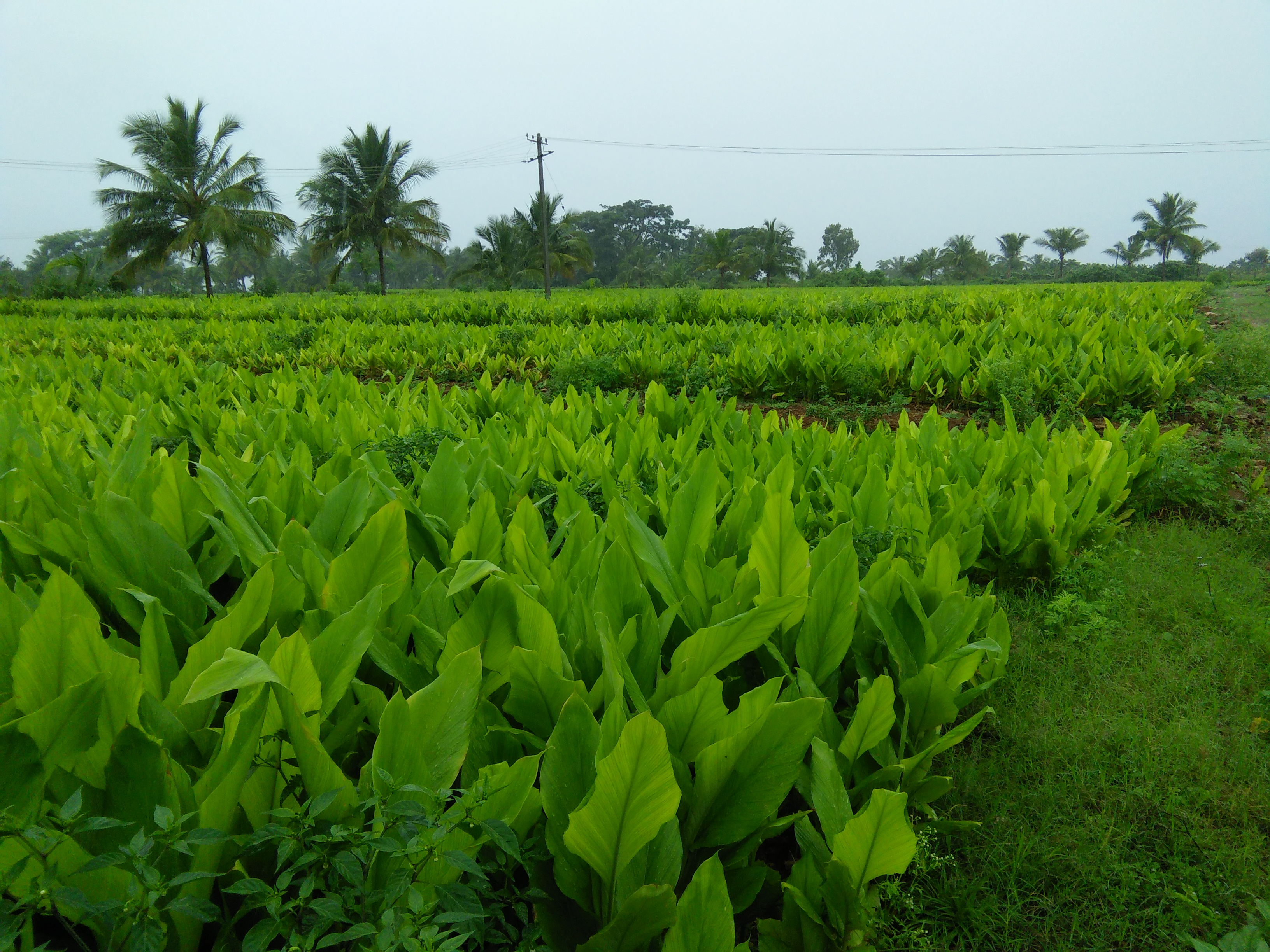
مزرعهٔ زردچوبه در کرناتکه، هند